# Bighapur
Bighapur é uma cidade e uma nagar panchayat no distrito de Unnao, no estado indiano de Uttar Pradesh.

## Geografia
Bighapur está localizada a 26° 21′ N, 80° 41′ L. Tem uma altitude média de 122 metros (400 pés).

## Demografia
Segundo o censo de 2001, Bighapur tinha uma população de 6287 habitantes. Os indivíduos do sexo masculino constituem 52% da população e os do sexo feminino 48%. Bighapur tem uma taxa de literacia de 68%, superior à média nacional de 59.5%; a literacia no sexo masculino é de 75% e no sexo feminino é de 61%. 13% da população está abaixo dos 6 anos de idade.